# Guitar Hero: Van Halen
Guitar Hero: Van Halen – komputerowa gra muzyczna, wyprodukowana przez Neversoft i wydana w 2009 roku przez Activision. Van Halen stanowi trzecią i ostatnią grę rytmiczną z serii Guitar Hero poświęconą konkretnemu zespołowi. Analogicznie do Guitar Hero: Metallica i Guitar Hero: Aerosmith, zawiera ona 25 utworów tytułowej grupy muzycznej Van Halen oraz 19 autorstwa grup inspirujących się tym zespołem.
Gra zebrała negatywne recenzje od krytyków, którzy uznali jej jakość za daleko niższą niż w przypadku Guitar Hero: Metallica i innych odsłon serii. Krytyce poddawane było nieuwzględnienie w niej byłych członków grupy, Sammy’ego Hagara, Michaela Anthony’ego i Gary’ego Cherone, a także dobór utworów oraz brak usprawnień w rozgrywce, wprowadzonych w Guitar Hero 5.